# Ваньково
Ва́ньково (рос. Ваньково) — присілок у складі Дмитровського міського округу Московської області, Росія.

## Населення
Населення — 6 осіб (2010; 4 у 2002).
Національний склад (станом на 2002 рік):
- росіяни — 100 %